# Саузово
Сау́зово (рос. Саузово, башк. Сауыҙ) — присілок у складі Краснокамського району Башкортостану, Росія. Входить до складу Саузбашівської сільської ради.
Населення — 165 осіб (2010; 184 у 2002).
Національний склад:
- башкири — 87 %